# سيباستيان بدر
سيباستيان بدر (بالألمانية: Sebastian Bader)‏ هو لاعب كرة مضرب نمساوي، ولد في 22 يناير 1988 في النمسا.

## وصلات خارجية
- سيباستيان بدر على موقع رابطة محترفي التنس (الإنجليزية)
- سيباستيان بدر على موقع الاتحاد الدولي لكرة المضرب (الإنجليزية)
- سيباستيان بدر على موقع خلاصة التنس.كوم (الإنجليزية)